# 레오 뒤부아
레오 미셸 조세프 클로드 뒤부아(프랑스어: Léo Michel Joseph Claude Dubois, 1994년 9월 14일 ~ )는 프랑스의 축구 선수로, 현재 소속팀 에위프스포르에서 라이트 백으로 뛰고 있다.